# Paul Vogt
Paul C. Vogt, född 16 december 1964 i Buffalo, New York, är en amerikansk komiker och skådespelare.